# Luigi Fogar

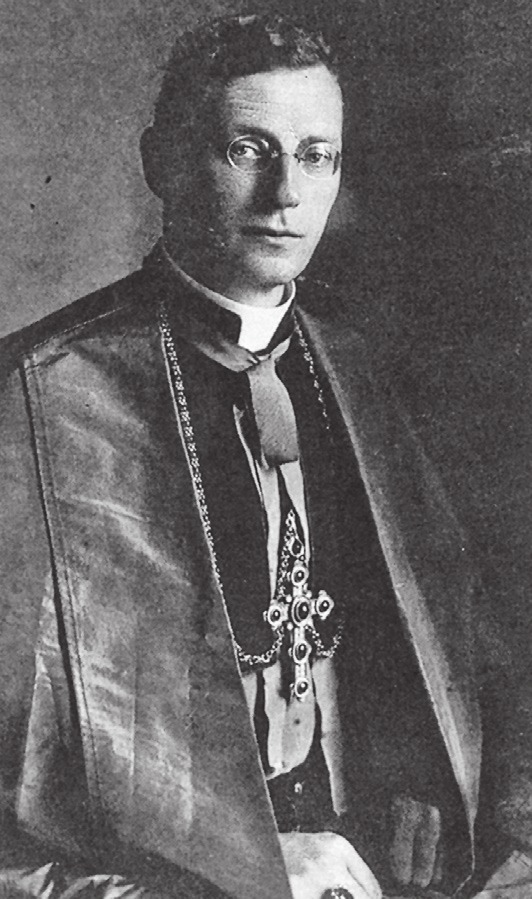
Bischof Luigi Fogar (1923)

Luigi Fogar (* 27. Januar 1882 in Piuma bei Gorizia, Österreich-Ungarn; † 26. August 1971) war Bischof von Triest-Capodistria.

## Leben
Luigi Fogar erhielt am 23. Juli 1907 die Priesterweihe und war zunächst im Bistum Gorizia-Gradisca tätig. Am 9. Juli 1923 wurde er zum Bischof von Triest-Capodistria ernannt. Während seiner Amtszeit versuchte Fogar das friedliche Nebeneinander der italienischen und slowenischen Bevölkerung in seiner Diözese zu fördern, indem er zum Beispiel in den einzelnen Pfarreien den Gottesdienst in der Sprache der jeweiligen Gemeindemitglieder halten ließ.
Im Mai 1934 weigerte sich Fogar, ein Denkmal für Guglielmo Oberdan einzuweihen. Der Irredentist Oberdan, der aufgrund eines Attentatversuchs auf Kaiser Franz-Joseph I. 1882 von der österreichisch-ungarischen Regierung hingerichtet und anschließend von der italienischen Bevölkerung zum Nationalhelden erhoben worden war, wurde von den Faschisten als Instrument zur Schaffung eines nationalen Konsens innerhalb italienischen Bevölkerung genutzt. Fogar widersetzte sich mit seiner Haltung nicht nur der italienischen Regierung, sondern wurde auch zur Zielscheibe der irredentistischen Bewegung. Aufgrund des politischen Drucks trat er wie bereits sein Vorgänger Angelo Bartolomasi am 30. Oktober 1936 von seinem Amt als Bischof von Triest-Capodstria zurück und wurde noch in demselben Jahr zum Titularerzbischof der griechischen Hafenstadt Patras ernannt.